# 保利鎮區 (印地安納州奧蘭治縣)
保利鎮區（英語：Paoli Township）是位於美國印地安納州奧蘭治縣的一個行政鎮區。

## 地方資料
根據2010年美國人口普查的數據，保利鎮區的面積為164.10平方千米，當中陸地面積為163.80平方千米，而水域面積為0.30平方千米。當地共有人口6031人，而人口密度為每平方千米36.75人。